# 西村俊一
西村 俊一（にしむら しゅんいち、1928年4月24日 - 1995年3月12日）は、映画製作者、宣弘社・C.A.Lのテレビプロデューサー、脚本家。東京都千駄木出身。脚本家としての筆名は御手俊治。

## 来歴
母親の生家は駒込の「万年山勝林寺」（田沼意次の菩提寺）という寺。父親の西村俊成は八王子市にある信松院住職を務める傍ら、講談社の少年雑誌『少年倶楽部』の編集部に所属していた。当時千駄木の団子坂にあった講談社は、勝林寺を編集会議に活用していたことから、西村は幼いころから編集会議に集まった田河水泡や山川惣治、高垣眸らに可愛がられた。また当時の講談社の社風に従い、弟の西村輝成（八王子市信松院住職。元キングレコード部長）ともども、講談社では剣道、自宅では弓道と水練に励んだ。材木座の光明寺に設立された「鎌倉アカデミア」生でもあった。
1950年代に嵐寛寿郎の綜芸プロダクションに所属し、東宝や新東宝の映画企画に関わる。
1957年（昭和32年）、宣弘社がテレビ番組『月光仮面』を企画した際に、原作者となる川内康範が、宣弘社社長の小林利雄に西村を紹介。年末に宣弘社に入社。
1958年（昭和33年）、霞町に居を移し、綜芸プロ時代のスタッフや、監督の船床定男を招いて、日本初の連続フィルムテレビ映画である『月光仮面』を制作。
1960年（昭和35年）、『快傑ハリマオ』では日本のテレビドラマ初のカラーフィルム制作（初期五話）、カンボジア、タイ、香港の海外ロケをコーディネート。
1962年（昭和37年）、『隠密剣士』では第二部より「忍者物」の設定を導入。プロットのほとんどを自ら考案し、「忍者ブーム」を巻き起こす。
以降、『恐怖のミイラ』、『豹の眼』、実写版の『意地悪ばあさん』などのテレビ番組や、劇場映画『大忍術映画 ワタリ』などを制作。
1969年（昭和44年）、電通傘下のテレビ番組制作会社「C.A.L」に移り、それまで現代劇中心だったTBSの「ナショナル劇場」に時代劇『水戸黄門』の企画を松下電器産業家電メーカー勤務の逸見稔と共に持ち込む。『水戸黄門』は人気番組となり、その後、『大岡越前』、『江戸を斬る』、『翔んでる!平賀源内』をプロデュースし、1992年（平成4年）の西村晃の最終シリーズの『水戸黄門 第21部』まで23年間に渡り、同作のプロデューサーを務め、同年の『大岡越前 第13部』で降板し五十嵐通夫に譲り顧問に退く。
1995年（平成7年）3月12日午前0時15分に肝不全のため死去（享年66）。

## 人物
博学で知られ、時代劇考証、ことに忍者物の設定においては他者の追随を許さなかった。『隠密剣士』では、「刀を下向きに持つ忍者の構え」、「卍形手裏剣」など、以降、忍者物時代劇の定番となる様々な設定を考案した。「忍者が掌に載せた十字手裏剣を連射する」というイメージは、西村の創作によるものである。こういった、脚本家の伊上勝とともに西村が案出した忍者小道具や技のアイディアは、現在まで多くのメディアにおいて広く踏襲されるものとなった。
『月光仮面』で、川内康範は主人公ヒーローの名を当初、「おどる仮面」としていた。これを月光菩薩になぞらえ「月光仮面」としたのは西村である。

## 担当作品

### 映画作品
- 極楽第一座 アチャラカ誕生（東宝）
- 将軍家光と天下の彦左（新東宝）
- 映画版月光仮面（東映）
- 大忍術映画 ワタリ（東映京都）

他

### テレビ作品
- 月光仮面
- 隠密剣士
- 快傑ハリマオ
- 恐怖のミイラ
- 豹の眼
- 意地悪ばあさん（実写版）
- ナショナル劇場 （1969年 - 1993年、TBS）
  - 水戸黄門（第1部 - 第21部）
  - 大岡越前（第1部 - 第13部）
  - 江戸を斬る（江戸を斬る 梓右近隠密帳 - 江戸を斬るVII）
  - 翔んでる!平賀源内
- 疾風同心
- 雪姫隠密道中記
- 八丁堀暴れ軍団

他多数

## 受賞歴
- 1987年（昭和62年） - 第4回ATP賞個人賞を受賞[3]。

## 関連人物
- 岡田茂
- 船床定男
- 大瀬康一
- 天津敏
- 山内鉄也